# Tata Punch
Tata Punch (укр. Тата Панч) — це міський кросовер (сегмент А), який виробляється компанією Tata Motors з 2021 року. 
Позиціонований як найменший позашляховик бренду нижче Nexon, Punch побудований на платформі ALFA-ARC, яку спільно використовує хетчбек Altroz. 

## Подробиці
Концепт був представлений як компактний позашляховик H2X (під кодовою назвою Hornbill) на 89-му Женевському міжнародному автосалоні в 2019 році, а потім концепт HBX у майже серійному вигляді на Auto Expo 2020.  23 серпня 2021 року транспортний засіб було виявлено під назвою Punch. Автомобіль було представлено 4 жовтня 2021 року.  Він оснащений трициліндровим бензиновим двигуном Revotron об’ємом 1,2 л , яким користуються Altroz, Tiago та Tigor. 

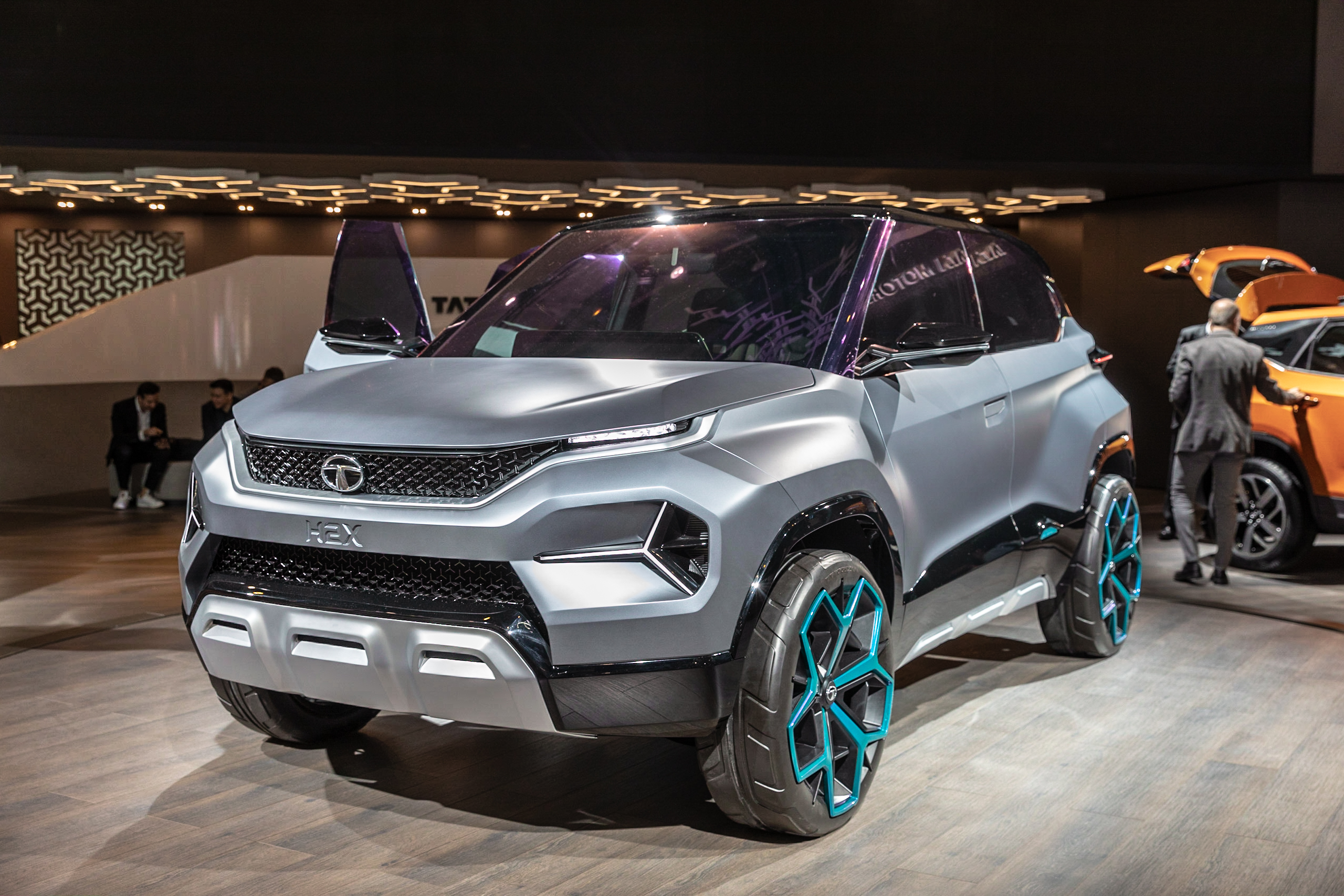
Концепт Tata H2X, який передував Punch
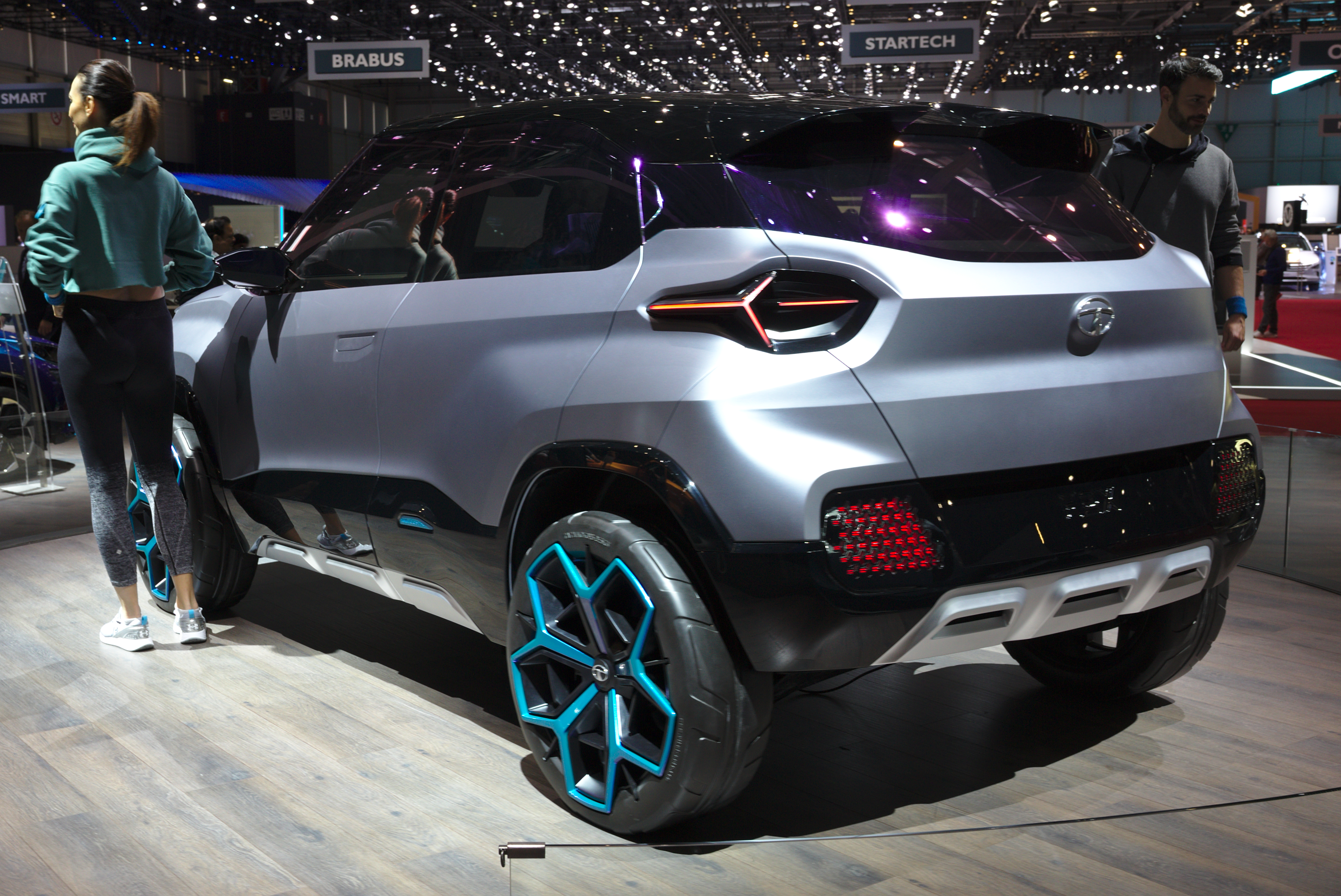
Концепт Tata H2X, який передував Punch

## Tata Punch.ev
Punch.ev було представлено 5 січня 2024 року.  Punch пропонується у 2 варіантах punch.ev і punch.ev long range. Обидва вони будуть пропонуватися в 5 комплектаціях - Smart, Smart+, Adventure, Empowered і Empowered+. Tata Passenger Electric Mobility Ltd (TPEM), дочірня компанія Tata Motors і піонер індійської революції електромобілів, випустила свій перший чистий електромобіль Punch.ev — це перший продукт, заснований на нещодавно представленій передовій архітектурі Pure EV acti.ev, яка означає (Advanced Connected Tech-Intelligent Electric Vehicle) і ляже в основу майбутніх продуктів з портфоліо TPEM.  

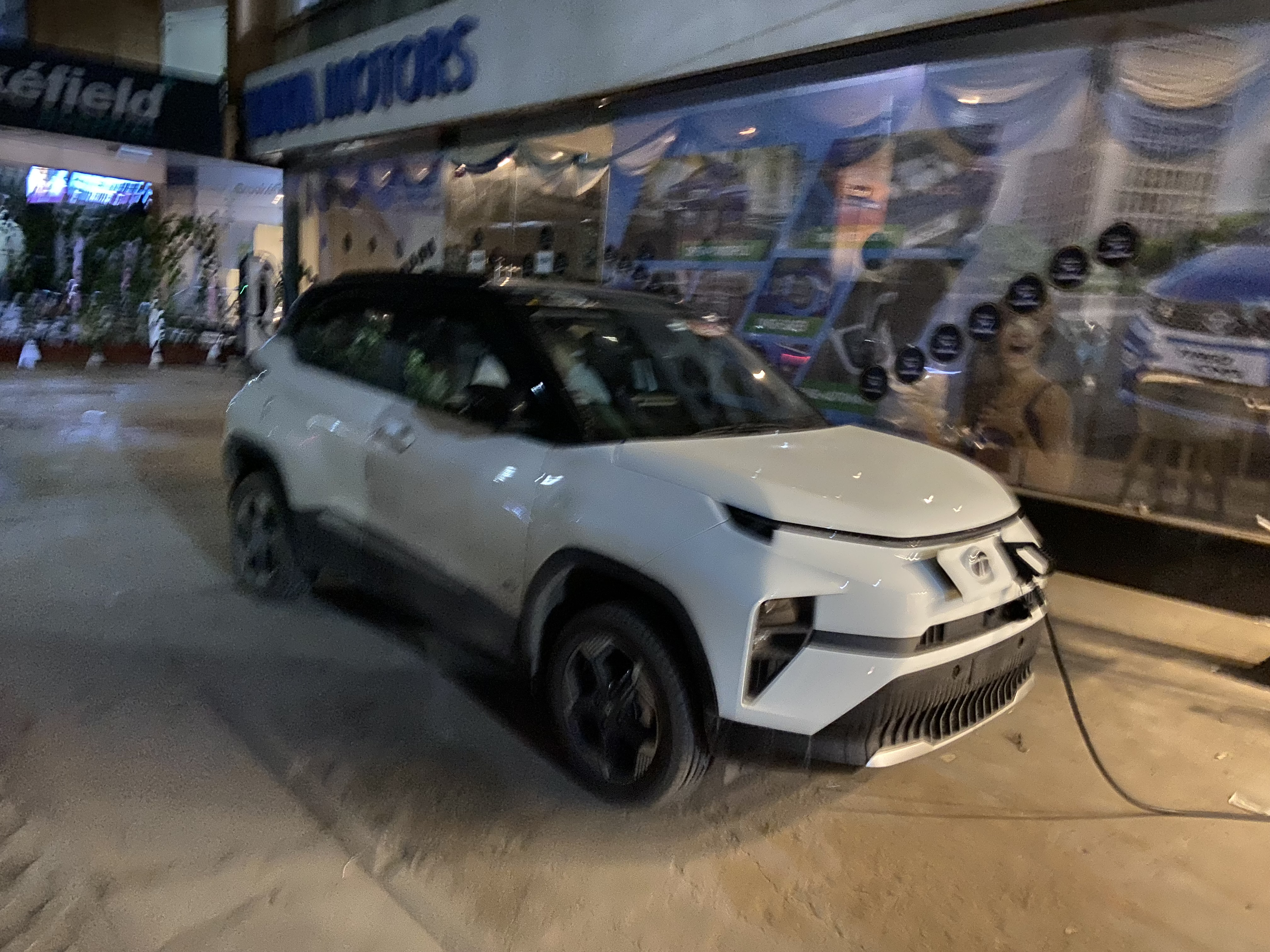
Tata Punch EV на громадській зарядній станції

## Безпека
Tata Punch оснащено широким набором функцій безпеки, призначених для покращення захисту пасажирів. До них входять подвійні передні подушки безпеки, антиблокувальна система гальм (ABS) з електронним розподілом гальмівних зусиль (EBD) і задні антизапотівачі. Автомобіль також оснащений задніми датчиками паркування, камерою заднього виду та системою контролю тиску в шинах (TPMS). Для додаткової безпеки Tata Punch оснащено кріпленнями ISOFIX для кріплення дитячих сидінь.
Tata Punch пройшов краш-тест Global NCAP у 2021 році (подібно до Latin NCAP 2013) у найпростіших специфікаціях безпеки: дві подушки безпеки , антиблокувальні гальма та кріплення ISOFIX. Він отримав максимальну оцінку в п’ять зірок для захисту дорослих, показавши стабільність пасажирського салону при фронтальному зіткненні, незначне втручання педалей і відсутність розриву простору для ніг. Кожна частина кузова показала прийнятний або хороший захист під час лобового зіткнення. Punch оснащено натягувачем навіть для нижнього кріплення ременя безпеки водія, що допомогло компанії Tata продемонструвати (за допомогою комплексного тесту на санях Euro NCAP), що гострі конструкції позаду фасції не підвищуватимуть ризик травмування колін інших людей. розміром мешканців.
Punch також повинен був пройти випробування на боковий удар згідно з нормативними вимогами ECE, щоб отримати максимальний рейтинг у п’ять зірок. Punch не оснащено бічними подушками безпеки, але може пройти вимоги цього мінімального нормативного випробування.
Tata вирішила розмістити обох дітей обличчям назад, дотримуючись останніх рекомендацій i-Size. Це допомогло Punch отримати повну оцінку динаміки. Однак Global NCAP зазначив, що Punch пропонує лише поясний ремінь на задньому центральному сидінні, що обмежує його оцінку, оскільки цей тип ременя безпеки не підходить для універсального дитячого сидіння. Цей тип утримувача також може серйозно пошкодити хребет або живіт дорослого пасажира під час аварії. 